# Calderas, Veracruz
Calderas är en ort i Mexiko.   Den ligger i kommunen Tlalixcoyan och delstaten Veracruz, i den sydöstra delen av landet, 300 km öster om huvudstaden Mexico City. Calderas ligger 22 meter över havet och antalet invånare är 265.
Terrängen runt Calderas är mycket platt, och sluttar österut. Runt Calderas är det ganska tätbefolkat, med 56 invånare per kvadratkilometer. Närmaste större samhälle är Tlalixcoyan, 10,2 km norr om Calderas. Trakten runt Calderas består till största delen av jordbruksmark.